# Kentucky Colonels 1971-1972
La stagione 1971-72 dei Kentucky Colonels fu la 5ª nella ABA per la franchigia.
I Kentucky Colonels vinsero la Eastern Division con un record di 68-16. Nei play-off persero la semifinale di divisione con i New York Nets (4-2).

## Roster
| N°    | Naz.                   | Ruolo | Sportivo       | Anno | Alt. | Peso |
| ----- | ---------------------- | ----- | -------------- | ---- | ---- | ---- |
| 2     | Stati Uniti (bandiera) | GA    | Walt Simon     | 1939 | 198  | 91   |
| 3     | Stati Uniti (bandiera) | G     | Jim O'Brien    | 1949 | 185  | 77   |
| 3     | Stati Uniti (bandiera) | G     | Howie Wright   | 1947 | 191  | 84   |
| 4     | Stati Uniti (bandiera) | AC    | Les Hunter     | 1942 | 201  | 95   |
| 9     | Stati Uniti (bandiera) | AC    | Cincy Powell   | 1942 | 201  | 100  |
| 10    | Stati Uniti (bandiera) | G     | Louie Dampier  | 1944 | 183  | 77   |
| 15-30 | Stati Uniti (bandiera) | GA    | Pierre Russell | 1949 | 193  | 86   |
| 22    | Stati Uniti (bandiera) | AC    | Goose Ligon    | 1944 | 201  | 95   |
| 32    | Stati Uniti (bandiera) | G     | Mike Gale      | 1950 | 193  | 84   |
| 33    | Stati Uniti (bandiera) | GA    | Mike Pratt     | 1948 | 193  | 88   |
| 35    | Stati Uniti (bandiera) | G     | Darel Carrier  | 1940 | 191  | 84   |
| 44    | Stati Uniti (bandiera) | AC    | Dan Issel      | 1948 | 206  | 107  |
| 53    | Stati Uniti (bandiera) | C     | Artis Gilmore  | 1949 | 218  | 109  |

## Staff tecnico
- Allenatore: Joe Mullaney
- Preparatore atletico: Lloyd Gardner